# Csehszlovákia az 1964. évi nyári olimpiai játékokon
Csehszlovákia a japán Tokióban megrendezett 1964. évi nyári olimpiai játékok egyik részt vevő nemzete volt. Az országot az olimpián 13 sportágban 104 sportoló képviselte, akik összesen 14 érmet szereztek.

## Érmesek
| Érem  | Versenyző | Sportág       | Versenyszám                |
| ----- | --- | ------------- | -------------------------- |
| Arany | Jiří Daler | Kerékpározás  | Férfi egyéni üldözőverseny |
| Arany | Hans Zdražila | Súlyemelés    | 75 kg                      |
| Arany | Věra Čáslavská | Torna         | Női ugrás                  |
| Arany | Věra Čáslavská | Torna         | Női gerenda                |
| Arany | Věra Čáslavská | Torna         | Női egyéni összetett       |
| Ezüst | Josef Odložil | Atlétika      | Férfi 1500 m               |
| Ezüst | Ludvík Daněk | Atlétika      | Férfi diszkoszvetés        |
| Ezüst | Jiří Kormaník | Birkózás      | Kötöttfogás, 87 kg         |
| Ezüst | Nemzeti válogatott Jan Brumovský Ľudovít Cvetler Ján Geleta František Knebort Karel Knesl Karel Lichtnégl Vojtech Masný Štefan Matlák Ivan Mráz Karel Nepomucký Zdeněk Pičman František Schmucker Anton Švajlen Anton Urban František Valošek Josef Vojta Vladimír Weiss | Labdarúgás    | Férfi                      |
| Ezüst | Nemzeti válogatott Milan Čuda Bohumil Golián Zdeněk Humhal Petr Kop Josef Labuda Josef Musil Karel Paulus Boris Perušič Pavel Schenk Václav Šmídl Josef Šorm Ladislav Toman                                                                                              | Röplabda      | Férfi                      |
| Ezüst | Věra Čáslavská Marianna Krajčírová Jána Posnerová Hana Růžičková Jaroslava Sedláčková Adolfína Tkačíková | Torna         | Női csapat összetett       |
| Bronz | Vladimír Andrs Pavel Hofmann | Evezés        | Férfi kétpárevezős         |
| Bronz | Petr Čermák Bohumil Janoušek Miroslav Koníček Jiří Lundák Jan Mrvík Richard Nový Luděk Pojezný Július Toček Josef Věntus | Evezés        | Férfi nyolcas              |
| Bronz | Lubomír Nácovský | Sportlövészet | Gyorstüzelő pisztoly       |

## Atlétika
Férfi
| Versenyző       | Versenyszám     | Előfutam | Előfutam | Előfutam | Negyeddöntő | Negyeddöntő | Negyeddöntő | Elődöntő | Elődöntő | Elődöntő | Döntő   | Döntő    |
| Versenyző       | Versenyszám     | Idő      | Hely.    | Össz.    | Idő         | Hely.       | Össz.       | Idő      | Hely.    | Össz.    | Idő     | Helyezés |
| --------------- | --------------- | -------- | -------- | -------- | ----------- | ----------- | ----------- | -------- | -------- | -------- | ------- | -------- |
| Josef Trousil   | 400 m           | 47,04    | 1.       | 16.      | 47,22       | 5.          | 17.*        | kiesett  | kiesett  | kiesett  | kiesett | kiesett  |
| Josef Odložil   | 1500 m          | 3:43,2   | 3.       | 3.       |             |             |             | 3:39,3   | 3.       | 3.       | 3:39,6  |          |
| Josef Tomáš     | 5000 m          | 14:12,6  | 5.       | 26.      |             |             |             |          |          |          | kiesett | kiesett  |
| Josef Tomáš     | 10 000 m        |          |          |          |             |             |             |          |          |          | 29:46,4 | 17.      |
| Václav Chudomel | Maraton         |          |          |          |             |             |             |          |          |          | 2:24:46 | 18.      |
| Pavel Kantorek  | Maraton         |          |          |          |             |             |             |          |          |          | 2:26:47 | 25.      |
| Alexander Bílek | 20 km gyaloglás |          |          |          |             |             |             |          |          |          | 1:33:45 | 11.      |
| Alexander Bílek | 50 km gyaloglás |          |          |          |             |             |             |          |          |          | 4:34:54 | 20.      |

| Versenyző      | Versenyszám   | Selejtező | Selejtező | Döntő    | Döntő    |
| Versenyző      | Versenyszám   | Eredmény  | Helyezés  | Eredmény | Helyezés |
| -------------- | ------------- | --------- | --------- | -------- | -------- |
| Rudolf Tomášek | Rúdugrás      | 460 cm    | 4.**      | 490 cm   | 6.       |
| Ludvík Daněk   | Diszkoszvetés | 58,88 m   | 2.        | 60,52 m  |          |
| Jiří Žemba     | Diszkoszvetés | 52,13 m   | 18.       | kiesett  | kiesett  |
| Josef Matoušek | Kalapácsvetés | 63,53 m   | 15.       | 64,59 m  | 9.       |

Női
| Versenyző            | Versenyszám | Előfutam | Előfutam | Előfutam | Negyeddöntő | Negyeddöntő | Negyeddöntő | Elődöntő | Elődöntő | Elődöntő | Döntő   | Döntő    |
| Versenyző            | Versenyszám | Idő      | Hely.    | Össz.    | Idő         | Hely.       | Össz.       | Idő      | Hely.    | Össz.    | Idő     | Helyezés |
| -------------------- | ----------- | -------- | -------- | -------- | ----------- | ----------- | ----------- | -------- | -------- | -------- | ------- | -------- |
| Eva Lehocká-Glesková | 100 m       | 11,89    | 3.       | 18.*     | 11,6        | 3.          | 12.*        | 11,91    | 7.       | 15.      | kiesett | kiesett  |
| Eva Lehocká-Glesková | 200 m       | 24,30    | 2.       | 15.      |             |             |             | 24,5     | 6.       | 14.      | kiesett | kiesett  |

| Versenyző                 | Versenyszám   | Selejtező | Selejtező | Döntő    | Döntő    |
| Versenyző                 | Versenyszám   | Eredmény  | Helyezés  | Eredmény | Helyezés |
| ------------------------- | ------------- | --------- | --------- | -------- | -------- |
| Jiřina Němcová-Vobořilová | Diszkoszvetés | 50,64 m   | 12.       | 52,80 m  | 9.       |

* - egy másik versenyzővel azonos időt ért el

** - öt másik versenyzővel azonos eredményt ért el

## Birkózás
Kötöttfogású
| Versenyző     | Versenyszám | 1. forduló                                   | 2. forduló                           | 3. forduló                       | 4. forduló                           | 5. forduló                      | Döntő                                 | Helyezés |
| Versenyző     | Versenyszám | Ellenfél Eredmény                            | Ellenfél Eredmény                    | Ellenfél Eredmény                | Ellenfél Eredmény                    | Ellenfél Eredmény               | Ellenfél Eredmény                     | Helyezés |
| ------------- | ----------- | -------------------------------------------- | ------------------------------------ | -------------------------------- | ------------------------------------ | ------------------------------- | ------------------------------------- | -------- |
| Jiří Švec     | 57 kg       | Csang Ihjon (Jang I-Hyeon) (KOR) · kétvállas | Siavash Shafizadeh (IRI) · kétvállas | Ion Cernea (ROU) · 3-1           | Vlagyimir Trosztyanszkij (URS) · 2-2 | Icsigucsi Maszamicu (JPN) · 3-1 | kiesett                               | 4.       |
| Jiří Kormaník | 87 kg       | Hiraki Kendzsiró (JPN) · kétvállas           | Stig Persson (SWE) · 2-2             | Istvan Raskovy (AUS) · 1-3       | Yavuz Selekman (TUR) · 1-3           | Hollósi Géza (HUN) · 2-2        | 1. mérkőzés · Lothar Metz (EUA) · 1-3 |          |
| Petr Kment    | +97 kg      | Hamit Kaplan (TUR) · 1-3                     | Anatolij Roscsin (URS) · 3-1         | Robert Pickens (USA) · kétvállas | erőnyerő                             | Kozma István (HUN) · kétvállas  | kiesett                               | 4.       |

Szabadfogású
| Versenyző     | Versenyszám | 1. forduló                | 2. forduló                 | 3. forduló                         | 4. forduló               | Döntő                                             | Helyezés |
| Versenyző     | Versenyszám | Ellenfél Eredmény         | Ellenfél Eredmény          | Ellenfél Eredmény                  | Ellenfél Eredmény        | Ellenfél Eredmény                                 | Helyezés |
| ------------- | ----------- | ------------------------- | -------------------------- | ---------------------------------- | ------------------------ | ------------------------------------------------- | -------- |
| Bohumil Kubát | +97 kg      | Ştefan Stîngu (ROU) · 2-2 | Ljutvi Ahmedov (BUL) · 3-1 | Ganpat Andhalkar (IND) · kétvállas | Hamit Kaplan (TUR) · 2-2 | 1. mérkőzés · Denis McNamara (GBR) · visszalépett | 4.       |

## Evezés
| Versenyző | Versenyszám      | Előfutam | Előfutam | Vigaszág | Vigaszág | Döntő | Döntő            | Döntő            | Helyezés    |
| Versenyző | Versenyszám      | Idő      | Hely.    | Idő      | Hely.    | Típus | Idő              | Hely.            | Helyezés    |
| --- | ---------------- | -------- | -------- | -------- | -------- | ----- | ---------------- | ---------------- | ----------- |
| Václav Kozák | Egypárevezős     | 7:45,75  | 2.       | 7:42,56  | 2.       | B     | nem állt rajthoz | nem állt rajthoz | 12.         |
| Vladimír Andrs Pavel Hofmann | Kétpárevezős     | 6:39,67  | 1.       | erőnyerő | erőnyerő | A     | 7:14,23          | 3.               |             |
| Václav Chalupa Jiří Palko Zdenék Mejstřík (kormányos)                                                                                | Kormányos kettes | 8:00,07  | 3.       | 7:28,61  | 1.       | A     | 8:36,21          | 5.               | 5.          |
| Karel Karafiát Jaroslav Starosta René Líbal Jan Štefan Arnošt Poisl (kormányos)                                                      | Kormányos négyes | 6:55,59  | 3.       | 7:12,91  | 3.       | B     | nem állt rajthoz | nem állt rajthoz | helyezetlen |
| Petr Čermák Jiří Lundák Jan Mrvík Július Toček Josef Věntus Luděk Pojezný Bohumil Janoušek Richard Nový Miroslav Koníček (kormányos) | Nyolcas          | 6:03,88  | 1.       | erőnyerő | erőnyerő | A     | 6:25,11          | 3.               |             |

## Kajak-kenu
Férfi
| Versenyző                      | Versenyszám        | Előfutam | Előfutam | Vigaszág | Vigaszág | Döntő   | Döntő    |
| Versenyző                      | Versenyszám        | Idő      | Hely.    | Idő      | Hely.    | Idő     | Helyezés |
| ------------------------------ | ------------------ | -------- | -------- | -------- | -------- | ------- | -------- |
| Jan Jiráň                      | Kenu egyes 1000 m  | 4:18,33  | 5.       | 4:58,59  | 2.       | 5:40,00 | 9.       |
| Miloslav Houzim Rudolf Pěnkava | Kenu kettes 1000 m | 4:28,81  | 5.       | 4:38,79  | 3.       | 4:22,89 | 8.       |

Női
| Versenyző        | Versenyszám       | Előfutam | Előfutam | Vigaszág | Vigaszág | Döntő   | Döntő    |
| Versenyző        | Versenyszám       | Idő      | Hely.    | Idő      | Hely.    | Idő     | Helyezés |
| ---------------- | ----------------- | -------- | -------- | -------- | -------- | ------- | -------- |
| Zdeňka Hradilová | Kajak egyes 500 m | 2:13,56  | 4.       | 2:16,63  | 6.       | kiesett | kiesett  |

## Kerékpározás

### Országúti kerékpározás
| Versenyző       | Versenyszám   | Idő                   | Helyezés |
| --------------- | ------------- | --------------------- | -------- |
| Jiří Daler      | Mezőnyverseny | 4:39:51,83 (+0:00,20) | 67.      |
| Daniel Gráč     | Mezőnyverseny | 4:39:51,74 (+0:00,11) | 22.      |
| František Řezáč | Mezőnyverseny | 4:39:51,83 (+0:00,20) | 70.      |
| Jan Smolík      | Mezőnyverseny | 4:39:51,83 (+0:00,20) | 71.      |

### Pálya-kerékpározás
Sprintverseny
| Versenyző    | Versenyszám  | 1. forduló                                     | 1. forduló | Vigaszág selejtező     | Vigaszág selejtező | Vigaszág döntő       | Vigaszág döntő | Nyolcaddöntő                                        | Nyolcaddöntő | Vigaszág selejtező                                  | Vigaszág selejtező | Vigaszág döntő       | Vigaszág döntő | Negyeddöntő          | Elődöntő             | Döntő                | Helyezés    |
| Versenyző    | Versenyszám  | Ellenfelek Győztes idő                         | Hely.      | Ellenfelek Győztes idő | Hely.              | Ellenfél Győztes idő | Hely.          | Ellenfelek Győztes idő                              | Hely.        | Ellenfelek Győztes idő                              | Hely.              | Ellenfél Győztes idő | Hely.          | Ellenfél Győztes idő | Ellenfél Győztes idő | Ellenfél Győztes idő | Helyezés    |
| ------------ | ------------ | ---------------------------------------------- | ---------- | ---------------------- | ------------------ | -------------------- | -------------- | --------------------------------------------------- | ------------ | --------------------------------------------------- | ------------------ | -------------------- | -------------- | -------------------- | -------------------- | -------------------- | ----------- |
| Ivan Kučírek | Férfi egyéni | Roger Gibbon (TRI) · Alan Grieco (USA) · 11,60 | 1.         |                        |                    |                      |                | Willi Fuggerer (EUA) · Szató Kacuhiko (JPN) · 12,15 | 2.           | Valery Khitrov (URS) · Peder Pedersen (DEN) · 11,45 | 2.                 | kiesett              | kiesett        | kiesett              | kiesett              | kiesett              | helyezetlen |

Időfutam
| Versenyző  | Versenyszám  | Idő     | Helyezés |
| ---------- | ------------ | ------- | -------- |
| Jiří Pecka | Férfi egyéni | 1:10,70 | 5.       |

Tandem
| Versenyző              | Versenyszám     | 1. forduló                                                   | Vigaszág selejtező                                           | Vigaszág selejtező | Vigaszág döntő | Vigaszág döntő | Negyeddöntő                                                               | Elődöntő             | Döntő                | Helyezés |
| Versenyző              | Versenyszám     | Ellenfél Győztes idő                                         | Ellenfél Győztes idő                                         | Hely.              | Ellenfelek Győztes idő                                                                                             | Hely.          | Ellenfél Győztes idő                                                      | Ellenfél Győztes idő | Ellenfél Győztes idő | Helyezés |
| ---------------------- | --------------- | ------------------------------------------------------------ | ------------------------------------------------------------ | ------------------ | --- | -------------- | ------------------------------------------------------------------------- | -------------------- | -------------------- | -------- |
| Karel Paar Karel Štark | Férfi kétüléses | Szovjetunió (URS) · Imants Bodnieks · Viktor Logunov · 10,67 | Egyesült Államok (USA) · Jack Disney · Tim Mountford · 10,77 | 1.                 | Dánia (DEN) · Niels Fredborg · Per Sarto Jørgensen · Franciaország (FRA) · Daniel Morelon · Pierre Trentin · 10,82 | 1.             | Hollandia (NED) · Arie de Graaf · Piet van der Touw · 10,95, 10,87, 11,32 | kiesett              | kiesett              | 5.       |

Üldözőversenyek
| Versenyző                                          | Versenyszám  | Selejtező                                                                                       | Selejtező | Selejtező | Negyeddöntő                                                                                       | Negyeddöntő | Negyeddöntő | Elődöntő                        | Elődöntő  | Elődöntő | Döntő                        | Döntő     | Helyezés |
| Versenyző                                          | Versenyszám  | Ellenfél Idő                                                                                    | Saját idő | Hely.     | Ellenfél Idő                                                                                      | Saját idő   | Hely.       | Ellenfél Idő                    | Saját idő | Hely.    | Ellenfél Idő                 | Saját idő | Helyezés |
| -------------------------------------------------- | ------------ | ----------------------------------------------------------------------------------------------- | --------- | --------- | ------------------------------------------------------------------------------------------------- | ----------- | ----------- | ------------------------------- | --------- | -------- | ---------------------------- | --------- | -------- |
| Jiří Daler                                         | Férfi egyéni | Lothar Spiegelberg (EUA) · 5:04,60                                                              | 5:00,55   | 1.        | Lucjan Józefowicz (POL) · 5:07,08                                                                 | 5:00,70     | 1.          | Preben Isaksson (DEN) · 5:02,23 | 4:59,97   | 1.       | Georgio Ursi (ITA) · 5:05,96 | 5:04,75   |          |
| Jiří Daler Antonín Kříž Jiří Pecka František Řezáč | Férfi csapat | Dánia (DEN) · Bent Hansen · Jan Ingstrup-Mikkelsen · Preben Isaksson · Kurt vid Stein · 4:46,97 | 4:47,04   | 2.        | Olaszország (ITA) · Vincenzo Mantovani · Carlo Rancati · Luigi Roncaglia · Franco Testa · 4:37,58 | 4:45,68     | 2.          | kiesett                         | kiesett   | kiesett  | kiesett                      | kiesett   | 5.       |

## Labdarúgás
| Csehszlovák labdarúgócsapat-játékoskeret | Csehszlovák labdarúgócsapat-játékoskeret                                                                                                 |
| --- | --- |
| - Jan Brumovský - Ľudovít Cvetler - Ján Geleta - František Knebort - Karel Knesl - Karel Lichtnégl - Vojtech Masný - Štefan Matlák - Ivan Mráz | - Karel Nepomucký - Zdeněk Pičman - František Schmucker - Anton Švajlen - Anton Urban - František Valošek - Josef Vojta - Vladimír Weiss |

### Eredmények
Csoportkör
C csoport
| Csapat                    | M | Gy | D | V | G+ | G– | Gk  | P |
| ------------------------- | - | -- | - | - | -- | -- | --- | - |
| Csehszlovákia             | 3 | 3  | 0 | 0 | 12 | 2  | +10 | 6 |
| Egyesült Arab Köztársaság | 3 | 1  | 1 | 1 | 12 | 6  | +6  | 3 |
| Brazília                  | 3 | 1  | 1 | 1 | 5  | 2  | +3  | 3 |
| Dél-Korea                 | 3 | 0  | 0 | 3 | 1  | 20 | –19 | 0 |

| 1964. október 12. 13:55 |

| Csehszlovákia (TCH)                                | 6–1               | Dél-Korea             |
| -------------------------------------------------- | ----------------- | --------------------- |
| Lichtnégl 25' Vojta 26' Mráz 32' 68' Masný 43' 71' | (4–0) Jegyzőkönyv | I Iu (Lee Yi-Woo) 59' |

| Ómija stadion, Ómija Játékvezető: Rafael Valenzuela (mexikói) Asszisztensek: Salih Mohamed Boukkili (marokkói), Aleksandar Skoric (jugoszláv) |

| 1964. október 14. 13:58 |

| Csehszlovákia (TCH)                         | 5–1               | Egyesült Arab Köztársaság |
| ------------------------------------------- | ----------------- | ------------------------- |
| Vojta 5' 27' Urban 36' Mráz 83' Cvetler 84' | (3–0) Jegyzőkönyv | Reyadh 53'                |

| Csicsibu Herceg Stadion, Tokió Játékvezető: Zsolt István (magyar) Asszisztensek: Rudolf Glöckner (német), Cornel Nitescu (román) |

| 1964. október 16. 13:55 |

| Csehszlovákia (TCH) | 1–0               | Brazília |
| ------------------- | ----------------- | -------- |
| Valošek 77'         | (0–0) Jegyzőkönyv |          |

| Ómija stadion, Ómija Játékvezető: Asghar Tehrani (iráni) Asszisztensek: Zsolt István (magyar), Menáhém Askenází (izraeli) |

Negyeddöntő
| 1964. október 18. 14:00 |

| Csehszlovákia (TCH)                  | 4–0               | Japán |
| ------------------------------------ | ----------------- | ----- |
| Brumovský 43' 59' Vojta 69' Mráz 86' | (1–0) Jegyzőkönyv |       |

| Komazava stadion, Tokió Játékvezető: Eunapio G. De Queiroz (brazil) Asszisztensek: Miguel Comesaña (argentin), Mahmoud Hussein Iman (egyiptomi) |

Elődöntő
| 1964. október 20. 14:00 |

| Csehszlovákia (TCH)    | 2–1               | Egyesült Német Csapat |
| ---------------------- | ----------------- | --------------------- |
| Lichtnégl 47' Mráz 89' | (0–1) Jegyzőkönyv | Nöldner 25'           |

| Komazava stadion, Tokió Nézőszám: 20 000 Játékvezető: Menáhém Askenází (izraeli) Asszisztensek: Rafael Valenzuela (mexikói), John Stanley Wontumi (ghánai) |

Döntő
| 1964. október 23. 14:27 |

| Magyarország (HUN)  | 2–1               | Csehszlovákia |
| ------------------- | ----------------- | ------------- |
| Farkas 47' Bene 59' | (0–0) Jegyzőkönyv | Brumovský 80' |

| Olimpiai stadion, Tokió Játékvezető: Menáhém Askenází (izraeli) Asszisztensek: Miguel Comesaña (argentin), John Stanley Wontumi (ghánai) |

| Csapat              | Helyezés |
| ------------------- | -------- |
| Csehszlovákia (TCH) |          |

## Ökölvívás
| Versenyző         | Versenyszám  | Selejtező                    | 32-es főtábla                          | Nyolcaddöntő                     | Negyeddöntő                           | Elődöntő          | Döntő             | Helyezés |
| Versenyző         | Versenyszám  | Ellenfél Eredmény            | Ellenfél Eredmény                      | Ellenfél Eredmény                | Ellenfél Eredmény                     | Ellenfél Eredmény | Ellenfél Eredmény | Helyezés |
| ----------------- | ------------ | ---------------------------- | -------------------------------------- | -------------------------------- | ------------------------------------- | ----------------- | ----------------- | -------- |
| Jaroslav Šlajs    | Harmatsúly   |                              | Li Csien-ce (Lee Chen-Chu) (ROC) · 5-0 | Washington Rodríguez (URU) · RSC | kiesett                               | kiesett           | kiesett           | 9.       |
| Vladimír Kučera   | Kisváltósúly | Petar Darakchiev (BUL) · RSC | John Olulu (KEN) · 5-0                 | Tóth István (HUN) · 5-0          | Jevgenyij Frolov (URS) · visszalépett | kiesett           | kiesett           | 5.       |
| Bohumil Němeček   | Váltósúly    |                              | Malcolm Bulner (CEY) · 5-0             | Pertti Purhonen (FIN) · RSC      | kiesett                               | kiesett           | kiesett           | 9.       |
| František Poláček | Félnehézsúly |                              | erőnyerő                               | Firmin N'Guia (CIV) · RSC        | Alekszej Kiszeljov (URS) · 0-5        | kiesett           | kiesett           | 5.       |
| Josef Němec       | Nehézsúly    |                              |                                        | Giuseppe Ros (ITA) · 1-4         | kiesett                               | kiesett           | kiesett           | 9.       |

## Röplabda

### Férfi
| Csehszlovák férfi röplabdacsapat-játékoskeret                                         | Csehszlovák férfi röplabdacsapat-játékoskeret                                              |
| ------------------------------------------------------------------------------------- | ------------------------------------------------------------------------------------------ |
| - Milan Čuda - Bohumil Golián - Zdeněk Humhal - Petr Kop - Josef Labuda - Josef Musil | - Karel Paulus - Boris Perušič - Pavel Schenk - Václav Šmídl - Josef Šorm - Ladislav Toman |

#### Eredmények
Csoportkör
| 1964. október 13. 15:35 | Csehszlovákia (TCH)                | 3 – 2 | Magyarország (HUN) |  |
| 1964. október 13. 15:35 | (15–10, 12–15, 13–15, 15–9, 15–10) |       |                    |  |

| 1964. október 14. 17:15 | Csehszlovákia (TCH)                | 3 – 2 | Bulgária (BUL) |  |
| 1964. október 14. 17:15 | (15–13, 13–15, 15–11, 7–15, 15–11) |       |                |  |

| 1964. október 15. 19:15 | Csehszlovákia (TCH)         | 3 – 1 | Japán (JPN) |  |
| 1964. október 15. 19:15 | (9–15, 15–13, 15–12, 15–13) |       |             |  |

| 1964. október 17. 13:30 | Csehszlovákia (TCH)  | 3 – 0 | Egyesült Államok (USA) |  |
| 1964. október 17. 13:30 | (15–7, 15–13, 16–14) |       |                        |  |

| 1964. október 18. 19:55 | Csehszlovákia (TCH)             | 2 – 3 | Szovjetunió (URS) |  |
| 1964. október 18. 19:55 | (9–15, 8–15, 15–5, 15–10, 7–15) |       |                   |  |

| 1964. október 19. 17:15 | Csehszlovákia (TCH) | 3 – 0 | Brazília (BRA) |  |
| 1964. október 19. 17:15 | (15–5, 15–6, 15–10) |       |                |  |

| 1964. október 21. 19:15 | Csehszlovákia (TCH)         | 3 – 1 | Románia (ROU) |  |
| 1964. október 21. 19:15 | (15–11, 7–15, 15–12, 15–12) |       |               |  |

| 1964. október 22. 13:45 | Csehszlovákia (TCH)        | 3 – 1 | Hollandia (NED) |  |
| 1964. október 22. 13:45 | (10–15, 15–10, 15–9, 15–6) |       |                 |  |

| 1964. október 23. 13:15 | Csehszlovákia (TCH) | 3 – 0 | Dél-Korea (KOR) |  |
| 1964. október 23. 13:15 | (15–1, 15–7, 15–9)  |       |                 |  |

|          |                        |      | Mérkőzések | Mérkőzések | Szettek | Szettek | Szettek | Pontok | Pontok | Pontok |
| Helyezés | Csapat                 | Pont | Gy         | V          | Sz+     | Sz–     | SzA     | P+     | P–     | PA     |
| -------- | ---------------------- | ---- | ---------- | ---------- | ------- | ------- | ------- | ------ | ------ | ------ |
| Arany    | Szovjetunió (URS)      | 17   | 8          | 1          | 25      | 5       | 5,000   | 415    | 279    | 1,487  |
| Ezüst    | Csehszlovákia (TCH)    | 17   | 8          | 1          | 26      | 10      | 2,600   | 486    | 399    | 1,218  |
| Bronz    | Japán (JPN)            | 16   | 7          | 2          | 22      | 12      | 1,833   | 475    | 372    | 1,277  |
| 4.       | Románia (ROU)          | 15   | 6          | 3          | 19      | 15      | 1,267   | 432    | 394    | 1,096  |
| 5.       | Bulgária (BUL)         | 14   | 5          | 4          | 20      | 16      | 1,250   | 464    | 429    | 1,082  |
| 6.       | Magyarország (HUN)     | 13   | 4          | 5          | 18      | 18      | 1,000   | 449    | 466    | 0,964  |
| 7.       | Brazília (BRA)         | 12   | 3          | 6          | 13      | 23      | 0,565   | 410    | 474    | 0,865  |
| 8.       | Hollandia (NED)        | 11   | 2          | 7          | 11      | 24      | 0,458   | 378    | 482    | 0,784  |
| 9.       | Egyesült Államok (USA) | 11   | 2          | 7          | 10      | 23      | 0,435   | 360    | 450    | 0,800  |
| 10.      | Dél-Korea (KOR)        | 9    | 0          | 9          | 9       | 27      | 0,333   | 376    | 500    | 0,752  |

| Csapat              | Helyezés |
| ------------------- | -------- |
| Csehszlovákia (TCH) |          |

## Sportlövészet
Férfi
| Versenyző         | Versenyszám                    | Pont | Helyezés |
| ----------------- | ------------------------------ | ---- | -------- |
| Ladislav Falta    | Gyorstüzelő pisztoly           | 587  | 9.       |
| Lubomír Nácovský  | Gyorstüzelő pisztoly           | 590  |          |
| Vladimír Kudrna   | Szabadpisztoly                 | 542  | 18.      |
| Vladimír Stibořík | Sportpuska, fekvő              | 588  | 30.      |
| Vladimír Stibořík | Sportpuska, összetett          | 1122 | 28.      |
| Vladimír Stibořík | Szabadpuska, összetett (300 m) | 1104 | 18.      |

## Súlyemelés
| Versenyző     | Versenyszám | Nyomás   | Nyomás   | Szakítás | Szakítás | Lökés    | Lökés    | Összesen | Helyezés |
| Versenyző     | Versenyszám | Eredmény | Helyezés | Eredmény | Helyezés | Eredmény | Helyezés | Összesen | Helyezés |
| ------------- | ----------- | -------- | -------- | -------- | -------- | -------- | -------- | -------- | -------- |
| Zdeněk Otáhal | 67,5 kg     | 130,0    | 4.       | 117,5    | 7.       | 152,5    | 7.       | 400,0    | 5.       |
| Hans Zdražila | 75 kg       | 130,0    | 5.       | 137,5    | 1.       | 177,5    | 1.       | 455,0    |          |

## Torna
Férfi
| Versenyző                                                                              | Versenyszám      | Selejtező | Selejtező | Döntő    | Döntő    |
| Versenyző                                                                              | Versenyszám      | Pontszám  | Helyezés  | Pontszám | Helyezés |
| -------------------------------------------------------------------------------------- | ---------------- | --------- | --------- | -------- | -------- |
| Pavel Gajdoš                                                                           | Talaj            | 10,00     | 127.      | kiesett  | kiesett  |
| Pavel Gajdoš                                                                           | Ugrás            | 18,80     | 48.       | kiesett  | kiesett  |
| Pavel Gajdoš                                                                           | Korlát           | 18,95     | 22.       | kiesett  | kiesett  |
| Pavel Gajdoš                                                                           | Nyújtó           | 17,10     | 102.      | kiesett  | kiesett  |
| Pavel Gajdoš                                                                           | Gyűrű            | 18,35     | 42.       | kiesett  | kiesett  |
| Pavel Gajdoš                                                                           | Lólengés         | 18,55     | 28.       | kiesett  | kiesett  |
| Pavel Gajdoš                                                                           | Egyéni összetett |           |           | 101,75   | 106.     |
| Karel Klečka                                                                           | Talaj            | 18,60     | 35.       | kiesett  | kiesett  |
| Karel Klečka                                                                           | Ugrás            | 18,75     | 54.       | kiesett  | kiesett  |
| Karel Klečka                                                                           | Korlát           | 18,25     | 75.       | kiesett  | kiesett  |
| Karel Klečka                                                                           | Nyújtó           | 18,85     | 26.       | kiesett  | kiesett  |
| Karel Klečka                                                                           | Gyűrű            | 17,95     | 62.       | kiesett  | kiesett  |
| Karel Klečka                                                                           | Lólengés         | 17,95     | 76.       | kiesett  | kiesett  |
| Karel Klečka                                                                           | Egyéni összetett |           |           | 110,35   | 52.      |
| Přemysl Krbec                                                                          | Talaj            | 18,50     | 41.       | kiesett  | kiesett  |
| Přemysl Krbec                                                                          | Ugrás            | 19,25     | 9.        | kiesett  | kiesett  |
| Přemysl Krbec                                                                          | Korlát           | 18,70     | 41.       | kiesett  | kiesett  |
| Přemysl Krbec                                                                          | Nyújtó           | 18,45     | 50.       | kiesett  | kiesett  |
| Přemysl Krbec                                                                          | Gyűrű            | 18,75     | 21.       | kiesett  | kiesett  |
| Přemysl Krbec                                                                          | Lólengés         | 16,95     | 98.       | kiesett  | kiesett  |
| Přemysl Krbec                                                                          | Egyéni összetett |           |           | 110,60   | 45.**    |
| Václav Kubíčka                                                                         | Talaj            | 18,80     | 21.       | kiesett  | kiesett  |
| Václav Kubíčka                                                                         | Ugrás            | 18,90     | 36.       | kiesett  | kiesett  |
| Václav Kubíčka                                                                         | Korlát           | 18,15     | 83.       | kiesett  | kiesett  |
| Václav Kubíčka                                                                         | Nyújtó           | 18,70     | 37.       | kiesett  | kiesett  |
| Václav Kubíčka                                                                         | Gyűrű            | 18,70     | 23.       | kiesett  | kiesett  |
| Václav Kubíčka                                                                         | Lólengés         | 17,40     | 90.       | kiesett  | kiesett  |
| Václav Kubíčka                                                                         | Egyéni összetett |           |           | 110,65   | 44.      |
| Bohumil Mudřík                                                                         | Talaj            | 18,45     | 46.       | kiesett  | kiesett  |
| Bohumil Mudřík                                                                         | Ugrás            | 18,95     | 30.       | kiesett  | kiesett  |
| Bohumil Mudřík                                                                         | Korlát           | 18,80     | 30.       | kiesett  | kiesett  |
| Bohumil Mudřík                                                                         | Nyújtó           | 18,45     | 50.       | kiesett  | kiesett  |
| Bohumil Mudřík                                                                         | Gyűrű            | 18,25     | 49.       | kiesett  | kiesett  |
| Bohumil Mudřík                                                                         | Lólengés         | 18,60     | 25.       | kiesett  | kiesett  |
| Bohumil Mudřík                                                                         | Egyéni összetett |           |           | 111,50   | 30.      |
| Ladislav Pazdera                                                                       | Talaj            | 18,10     | 69.       | kiesett  | kiesett  |
| Ladislav Pazdera                                                                       | Ugrás            | 18,40     | 100.      | kiesett  | kiesett  |
| Ladislav Pazdera                                                                       | Korlát           | 18,80     | 30.       | kiesett  | kiesett  |
| Ladislav Pazdera                                                                       | Nyújtó           | 18,60     | 42.       | kiesett  | kiesett  |
| Ladislav Pazdera                                                                       | Gyűrű            | 18,40     | 41.       | kiesett  | kiesett  |
| Ladislav Pazdera                                                                       | Lólengés         | 18,40     | 40.       | kiesett  | kiesett  |
| Ladislav Pazdera                                                                       | Egyéni összetett |           |           | 110,70   | 42.*     |
| Pavel Gajdoš Karel Klečka Přemysl Krbec Václav Kubíčka Bohumil Mudřík Ladislav Pazdera | Csapat összetett |           |           | 558,15   | 6.       |

Női
| Versenyző                                                                                                | Versenyszám      | Selejtező | Selejtező | Döntő    | Döntő    |
| Versenyző                                                                                                | Versenyszám      | Pontszám  | Helyezés  | Pontszám | Helyezés |
| --- | ---------------- | --------- | --------- | -------- | -------- |
| Věra Čáslavská                                                                                           | Talaj            | 19,266    | 3.        | 19,099   | 6.       |
| Věra Čáslavská                                                                                           | Ugrás            | 19,500    | 1.        | 19,483   |          |
| Věra Čáslavská                                                                                           | Felemás korlát   | 19,432    | 1.        | 18,416   | 5.       |
| Věra Čáslavská                                                                                           | Gerenda          | 19,366    | 1.        | 19,449   |          |
| Věra Čáslavská                                                                                           | Egyéni összetett |           |           | 77,564   |          |
| Marianna Krajčírová                                                                                      | Talaj            | 18,466    | 40.       | kiesett  | kiesett  |
| Marianna Krajčírová                                                                                      | Ugrás            | 18,900    | 15.       | kiesett  | kiesett  |
| Marianna Krajčírová                                                                                      | Felemás korlát   | 18,966    | 8.        | kiesett  | kiesett  |
| Marianna Krajčírová                                                                                      | Gerenda          | 18,566    | 31.       | kiesett  | kiesett  |
| Marianna Krajčírová                                                                                      | Egyéni összetett |           |           | 74,898   | 22.      |
| Jána Posnerová                                                                                           | Talaj            | 18,633    | 29.       | kiesett  | kiesett  |
| Jána Posnerová                                                                                           | Ugrás            | 18,899    | 16.       | kiesett  | kiesett  |
| Jána Posnerová                                                                                           | Felemás korlát   | 18,433    | 34.       | kiesett  | kiesett  |
| Jána Posnerová                                                                                           | Gerenda          | 18,800    | 15.       | kiesett  | kiesett  |
| Jána Posnerová                                                                                           | Egyéni összetett |           |           | 74,765   | 23.      |
| Hana Růžičková                                                                                           | Talaj            | 18,966    | 10.       | kiesett  | kiesett  |
| Hana Růžičková                                                                                           | Ugrás            | 18,866    | 18.       | kiesett  | kiesett  |
| Hana Růžičková                                                                                           | Felemás korlát   | 19,033    | 7.        | kiesett  | kiesett  |
| Hana Růžičková                                                                                           | Gerenda          | 19,232    | 4.        | 19,349   | 5.       |
| Hana Růžičková                                                                                           | Egyéni összetett |           |           | 76,097   | 5.       |
| Jaroslava Sedláčková                                                                                     | Talaj            | 18,733    | 21.       | kiesett  | kiesett  |
| Jaroslava Sedláčková                                                                                     | Ugrás            | 18,933    | 13.       | kiesett  | kiesett  |
| Jaroslava Sedláčková                                                                                     | Felemás korlát   | 18,966    | 8.        | kiesett  | kiesett  |
| Jaroslava Sedláčková                                                                                     | Gerenda          | 18,966    | 7.        | kiesett  | kiesett  |
| Jaroslava Sedláčková                                                                                     | Egyéni összetett |           |           | 75,593   | 11.      |
| Adolfína Tkačíková                                                                                       | Talaj            | 18,733    | 21.       | kiesett  | kiesett  |
| Adolfína Tkačíková                                                                                       | Ugrás            | 18,966    | 10.       | kiesett  | kiesett  |
| Adolfína Tkačíková                                                                                       | Felemás korlát   | 18,733    | 18.       | kiesett  | kiesett  |
| Adolfína Tkačíková                                                                                       | Gerenda          | 18,899    | 11.       | kiesett  | kiesett  |
| Adolfína Tkačíková                                                                                       | Egyéni összetett |           |           | 75,331   | 16.*     |
| Věra Čáslavská Marianna Krajčírová Jána Posnerová Hana Růžičková Jaroslava Sedláčková Adolfína Tkačíková | Csapat összetett |           |           | 379,989  |          |

* - egy másik versenyzővel azonos eredményt ért el

** - két másik versenyzővel azonos eredményt ért el

## Úszás
Férfi
| Versenyző       | Versenyszám  | Előfutam | Előfutam | Előfutam | Elődöntő | Elődöntő | Elődöntő | Döntő   | Döntő    |
| Versenyző       | Versenyszám  | Idő      | Hely.    | Össz.    | Idő      | Hely.    | Össz.    | Idő     | Helyezés |
| --------------- | ------------ | -------- | -------- | -------- | -------- | -------- | -------- | ------- | -------- |
| Jindřich Vágner | 100 m gyors  | 55,5     | 1.       | 11.**    | 55,5     | 5.       | 12.*     | kiesett | kiesett  |
| Petr Lohnický   | 100 m gyors  | 56,4     | 4.       | 34.      | kiesett  | kiesett  | kiesett  | kiesett | kiesett  |
| Petr Lohnický   | 400 m gyors  | 4:28,9   | 3.       | 18.      |          |          |          | kiesett | kiesett  |
| Petr Lohnický   | 1500 m gyors | 18:18,4  | 6.       | 22.      |          |          |          | kiesett | kiesett  |
| Ivan Ferák      | 200 m hát    | 2:20,0   | 3.       | 18.      | kiesett  | kiesett  | kiesett  | kiesett | kiesett  |

* - egy másik versenyzővel azonos időt ért el

** - két másik versenyzővel azonos időt ért el

## Vitorlázás
Nyílt
| Versenyző        | Versenyszám | Futam | Futam | Futam | Futam | Futam | Futam | Futam | Pontszám | Helyezés |
| Versenyző        | Versenyszám | 1     | 2     | 3     | 4     | 5     | 6     | 7     | Pontszám | Helyezés |
| ---------------- | ----------- | ----- | ----- | ----- | ----- | ----- | ----- | ----- | -------- | -------- |
| Miroslav Vejvoda | Finn dingi  | 415   | 239   | (101) | 620   | 716   | 540   | 540   | 3070     | 18.      |